# Сосаті
Сосаті (афр. Sosatie) — традиційна південноафриканська страва з м'яса (зазвичай баранини), приготованого на рожні. Термін походить від сате («нанизане м'ясо») і саус (гострий соус). Походить з кухні малайців. Назва використовується в мові африкаанс і це слово набуло більшого розповсюдження в Південній Африці. Мариноване, м'ясо кубиками (зазвичай баранина) нанизується і готується як шашлик. Рецепти сосаті різноманітні, але зазвичай інгредієнти можуть включати баранину, яловичину, курку, курагу, червону цибулю та перець.

## Підготовка
Для приготування шматочки баранини маринують на ніч у обсмаженій цибулі, перці чилі, часнику, листі каррі та соці тамаринда, потім нанизують на шампури і смажать на сковороді або на грилі. Однак найпоширеніший спосіб приготування сосаті — це надворі, на брааї (або барбекю). Шматки м'яса часто помежовані дрібною цибулею, нарізаним перцем, курагою або чорносливом.